# Mathiston
La ville américaine de Mathiston est située dans les comtés de Choctaw et de Webster, dans l’État du Mississippi. Lors du recensement de 2010, sa population s’élevait à 698 habitants.

## Source
- (en) Cet article est partiellement ou en totalité issu de l’article de Wikipédia en anglais intitulé « Mathiston, Mississippi » (voir la liste des auteurs).